# Royal Canadian Air Farce
Royal Canadian Air Farce foi uma trupe de comédia mais conhecida por suas séries de televisão e de rádio que foram transmitidas no Canadá pela Canadian Broadcasting Corporation. Roger Abbott foi um dos seus membros fundadores.